# 牛缺
牛缺（?—?），战国时期秦国上地人。
牛缺是当时的大儒。他去邯郸，途中在渭水一带遇上盗贼。盗贼要他袋中的财物、他的车马、他的衣服被子，他全都给了他们。牛缺走了以后，盗贼们商量，他是个天下名人，现在如此侮辱他，他定会向万乘之君诉说我们的行为，万乘之君定会举国讨伐，我们肯定不得活。不如追上他，杀死他，以灭其迹。于是追了三十里，追上牛缺，将他杀死。《吕氏春秋》认为是因为牛缺让盗贼知道了自己的名声。